# パトリック・オコンゴ
パトリック・オコンゴ（Patrick Odongo Okong'o、2002年3月20日 - ）は、ケニアのラグビーユニオン選手。

## プロフィール
- ケニア出身[2]。
- ポジションはウィング(WTB)。
- 身長 186cm、体重 82kg

## 略歴
2024年、パリ2024五輪の7人制ケニア代表に選ばれた。